# شنا در المپیک تابستانی ۲۰۰۴
شنا یکی از ورزش‌های بازی‌های المپیک تابستانی ۲۰۰۴ بوده که در دو بخش مردان و زنان از ۱۴ تا ۲۱ آگوست ۲۰۰۴ برگزار شده است.

## جدول مدال‌ها
| رتبه            | کشور                      | طلا | نقره | برنز | مجموع |
| --------------- | ------------------------- | --- | ---- | ---- | ----- |
| ۱               | ایالات متحده آمریکا (USA) | ۱۲  | ۹    | ۷    | ۲۸    |
| ۲               | استرالیا (AUS)            | ۷   | ۵    | ۳    | ۱۵    |
| ۳               | ژاپن (JPN)                | ۳   | ۱    | ۴    | ۸     |
| ۴               | هلند (NED)                | ۲   | ۳    | ۲    | ۷     |
| ۵               | اوکراین (UKR)             | ۲   | ۰    | ۱    | ۳     |
| ۶               | فرانسه (FRA)              | ۱   | ۲    | ۳    | ۶     |
| ۷               | لهستان (POL)              | ۱   | ۲    | ۰    | ۳     |
| ۸               | آفریقای جنوبی (RSA)       | ۱   | ۱    | ۱    | ۳     |
| ۸               | زیمبابوه (ZIM)            | ۱   | ۱    | ۱    | ۳     |
| ۱۰              | چین (CHN)                 | ۱   | ۱    | ۰    | ۲     |
| ۱۱              | رومانی (ROM)              | ۱   | ۰    | ۱    | ۲     |
| ۱۲              | اتریش (AUT)               | ۰   | ۲    | ۰    | ۲     |
| ۱۳              | آلمان (GER)               | ۰   | ۱    | ۴    | ۵     |
| ۱۴              | ایتالیا (ITA)             | ۰   | ۱    | ۱    | ۲     |
| ۱۴              | مجارستان (HUN)            | ۰   | ۱    | ۱    | ۲     |
| ۱۶              | روسیه (RUS)               | ۰   | ۱    | ۰    | ۱     |
| ۱۶              | کرواسی (CRO)              | ۰   | ۱    | ۰    | ۱     |
| ۱۸              | بریتانیای کبیر (GBR)      | ۰   | ۰    | ۲    | ۲     |
| ۱۹              | آرژانتین (ARG)            | ۰   | ۰    | ۱    | ۱     |
| ۱۹              | ترینیداد و توباگو (TRI)   | ۰   | ۰    | ۱    | ۱     |
| مجموع (۲۰ کشور) | مجموع (۲۰ کشور)           | ۳۲  | ۳۲   | ۳۳   | ۹۷    |

## نتایج

### مردان
| بازی‌ها                 | طلا | طلا          | نقره | نقره        | برنز | برنز        |
| ۵۰ متر آزاد            | گری هال جونیور · ایالات متحده آمریکا | ۲۱٫۹۳        | دویه دراگانیا · کرواسی | 21.94 NR    | رولاند مارک شومن · آفریقای جنوبی | ۲۲٫۰۲       |
| ۱۰۰ متر آزاد           | پیتر وان دن هوخنباند · هلند | ۴۸٫۱۷        | رولاند مارک شومن · آفریقای جنوبی | ۴۸٫۲۳       | ایان تورپ · استرالیا | ۴۸٫۵۶       |
| ۲۰۰ متر آزاد           | ایان تورپ · استرالیا | 1:44.71 ر.ک  | پیتر وان دن هوخنباند · هلند | ۱:۴۵٫۲۳     | مایکل فلپس · ایالات متحده آمریکا | 1:45.32 AM  |
| ۴۰۰ متر آزاد           | ایان تورپ · استرالیا | ۳:۴۳٫۱۰      | گرنت هاکت · استرالیا | ۳:۴۳٫۳۶     | کلت کلر · ایالات متحده آمریکا | 3:44.11 AM  |
| ۱۵۰۰ متر آزاد          | گرنت هاکت · استرالیا | 14:43.40 ر.ک | لارسن ینسن · ایالات متحده آمریکا | 14:45.29 AM | دیوید دیویس · بریتانیای کبیر | 14:45.95 ER |
|                        | |              | |             | |             |
| ۱۰۰ متر کرال پشت       | ایرن پیرسل · ایالات متحده آمریکا | ۵۴٫۰۶        | مارکوس روگان · اتریش | ۵۴٫۳۵       | تومومی موریتا · ژاپن | 54.36 AS    |
| ۲۰۰ متر کرال پشت       | ایرن پیرسل · ایالات متحده آمریکا | 1:54.95 ر.ک  | مارکوس روگان · اتریش | ۱:۵۷٫۳۵     | رازوان فلورئا · رومانی | 1:57.56 NR  |
|                        | |              | |             | |             |
| ۱۰۰ متر قورباغه        | کسوکه کیتاجیما · ژاپن | ۱:۰۰٫۰۸      | برندان هانسن · ایالات متحده آمریکا | ۱:۰۰٫۲۵     | اوگ دوبوسک · فرانسه | ۱:۰۰٫۸۸     |
| ۲۰۰ متر قورباغه        | کسوکه کیتاجیما · ژاپن | 2:09.44 ر.ک  | دنیل یورتا · مجارستان | ۲:۱۰٫۸۰     | برندان هانسن · ایالات متحده آمریکا | ۲:۱۰٫۸۷     |
|                        | |              | |             | |             |
| ۱۰۰ متر پروانه         | مایکل فلپس · ایالات متحده آمریکا | 51.25 ر.ک    | ایان کروکر · ایالات متحده آمریکا | ۵۱٫۲۹       | آندری سردینوف · اوکراین | 51.36 ER    |
| ۲۰۰ متر پروانه         | مایکل فلپس · ایالات متحده آمریکا | 1:54.04 ر.ک  | تاکاشی یاماموتو · ژاپن | 1:54.56 AS  | استفان پری · بریتانیای کبیر | 1:55.52 NR  |
|                        | |              | |             | |             |
| ۲۰۰ متر مختلط انفرادی  | مایکل فلپس · ایالات متحده آمریکا | 1:57.14 ر.ک  | رایان لاکتی · ایالات متحده آمریکا | ۱:۵۸٫۷۸     | جرج بول · ترینیداد و توباگو | 1:58.80 NR  |
| ۴۰۰ متر مختلط انفرادی  | مایکل فلپس · ایالات متحده آمریکا | 4:08.26 ر.ج  | اریک وندت · ایالات متحده آمریکا | ۴:۱۱٫۸۱     | لاسلو چه · مجارستان | ۴:۱۲٫۱۵     |
|                        | |              | |             | |             |
| ۴×۱۰۰ متر آزاد امدادی  | آفریقای جنوبی · رولاند مارک شومن (48.17)AF · لیدون فرنس (48.13) · داریان تاونزند (48.96) · ریک نیتلینگ (47.91)                                                             | 3:13.17 ر.ج  | هلند · یوهان کنخویس (49.81) · میتجا زاسترو (49.25) · کلاس-اریک ژورینگ (48.51) · پیتر وان دن هوخنباند (46.79) · مارک وینز*                               | 3:14.36 NR  | ایالات متحده آمریکا · ایان کروکر (50.05) · مایکل فلپس (48.74) · نیل والکر 47.97) · جیسون لازاک (47.86) · نیت داسینگ* · گری هال جونیور* · گیب وودوارد*         | ۳:۱۴٫۶۲     |
| ۴×۲۰۰ متر آزاد امدادی  | ایالات متحده آمریکا · مایکل فلپس (1:46.49) · رایان لاکتی (1:47.52) · پیتر واندرکای (1:47.79) · کلت کلر (1:45.53) · اسکات گولدبلات* · دن کتچام*                             | 7:07.33 AM   | استرالیا · گرنت هاکت (1:47.50) · مایکل کلیم (1:47.62) · نیکولاس اسپرنگر (1:48.16) · ایان تورپ (1:44.18) · آنتونی متکوویچ* · تود پیرسون* · کریگ استیونز* | ۷:۰۷٫۴۶     | ایتالیا · امیلیانو برمبیلا (1:48.16) · ماسیمیلیانو روسولینو (1:46.24) · سیمون سرکاتو (1:49.85) · فیلیپو ماگنینی (1:47.58) · فدریکو کاپلازو* · ماتئو پلیسیاری* | ۷:۱۱٫۸۳     |
| ۴×۱۰۰ متر مختلط امدادی | ایالات متحده آمریکا · ایرن پیرسل (53.45) ر.ج · برندان هانسن (59.37) · ایان کروکر (50.28) · جیسون لازاک (47.58) · لنی کرایزلبورگ* · مارک گنگلوف* · مایکل فلپس* · نیل والکر* | 3:30.68 ر.ج  | آلمان · استفن دریسن (54.26) · ینس کوپا (1:00.50) · توماس روپرات (51.40) · لارس کونراد (47.46) · هلگ میو*                                                | 3:33.62 ER  | ژاپن · تومومی موریتا (54.25) AS · کسوکه کیتاجیما (59.35) · تاکاشی یاماموتو (51.87) · یوشی هیرو اوکومورا (49.75)                                               | 3:35.22 AS  |

* Swimmers who participated in the heats only and received medals.

### زنان
| بازی‌ها                 | طلا | طلا         | نقره | نقره       | برنز | برنز       |
| ۵۰ متر آزاد            | اینخه ده بروین · هلند | ۲۴٫۵۸       | مالیا متلا · فرانسه | 24.89 NR   | لیبی تریکت · استرالیا                                                                                             | ۲۴٫۹۱      |
| ۱۰۰ متر آزاد           | جودی هنری · استرالیا | ۵۳٫۸۴       | اینخه ده بروین · هلند | ۵۴٫۱۶      | ناتالی کاگلین · ایالات متحده آمریکا                                                                               | ۵۴٫۴۰      |
| ۲۰۰ متر آزاد           | کاملیا پوتک · رومانی | ۱:۵۸٫۰۳     | فدریکا پلگرینی · ایتالیا | ۱:۵۸٫۲۲    | سولن فیگه · فرانسه                                                                                                | ۱:۵۸٫۴۵    |
| ۴۰۰ متر آزاد           | لر مانودو · فرانسه | 4:05.34 ER  | اوتیلیا جیرچاک · لهستان | ۴:۰۵٫۸۴    | کایتلین ساندنو · ایالات متحده آمریکا                                                                              | ۴:۰۶٫۱۹    |
| ۸۰۰ متر آزاد           | آی شیباتا · ژاپن | ۸:۲۴٫۵۴     | لر مانودو · فرانسه | ۸:۲۴٫۹۶    | دیانا مانز · ایالات متحده آمریکا                                                                                  | ۸:۲۶٫۶۱    |
|                        | |             | |            | |            |
| ۱۰۰ متر کرال پشت       | ناتالی کاگلین · ایالات متحده آمریکا | ۱:۰۰٫۳۷     | کیرستی کونتری · زیمبابوه | ۱:۰۰٫۵۰    | لر مانودو · فرانسه                                                                                                | ۱:۰۰٫۸۸    |
| ۲۰۰ متر کرال پشت       | کیرستی کونتری · زیمبابوه | 2:09.19 AF  | استانیسلاوا کومارووا · روسیه | ۲:۰۹٫۷۲    | آنتیه بوشچولته · آلمان · ریکو ناکامورا · ژاپن                                                                     | ۲:۰۹٫۸۸    |
|                        | |             | |            | |            |
| ۱۰۰ متر قورباغه        | لو شوئجوان · چین | 1:06.64 ر.ک | بروک هانسون · استرالیا | ۱:۰۷٫۱۵    | لیسل جونز · استرالیا                                                                                              | ۱:۰۷٫۱۶    |
| ۲۰۰ متر قورباغه        | آماندا بیرد · ایالات متحده آمریکا | 2:23.37 ر.ک | لیسل جونز · استرالیا | ۲:۲۳٫۶۰    | آن پولسکا · آلمان                                                                                                 | ۲:۲۵٫۸۲    |
|                        | |             | |            | |            |
| ۱۰۰ متر پروانه         | پتریا توماس · استرالیا | ۵۷٫۷۲       | اوتیلیا جیرچاک · لهستان | ۵۷٫۸۴      | اینخه ده بروین · هلند                                                                                             | ۵۷٫۹۹      |
| ۲۰۰ متر پروانه         | اوتیلیا جیرچاک · لهستان | ۲:۰۶٫۰۵     | پتریا توماس · استرالیا | ۲:۰۶٫۳۶    | یوکو ناکانیشی · ژاپن                                                                                              | ۲:۰۸٫۰۴    |
|                        | |             | |            | |            |
| ۲۰۰ متر مختلط انفرادی  | یانا کلوچکووا · اوکراین | ۲:۱۱٫۱۴     | آماندا بیرد · ایالات متحده آمریکا | 2:11.70 AM | کیرستی کونتری · زیمبابوه                                                                                          | 2:12.72 AF |
| ۴۰۰ متر مختلط انفرادی  | یانا کلوچکووا · اوکراین | ۴:۳۴٫۸۳     | کایتلین ساندنو · ایالات متحده آمریکا | 4:34.95 AM | جورجینا بارداچ · آرژانتین                                                                                         | 4:37.51 SA |
|                        | |             | |            | |            |
| ۴×۱۰۰ متر آزاد امدادی  | استرالیا · آلیس تایت · لیبی تریکت · پتریا توماس · جودی هنری · سارا ریان*                                                                    | 3:35.94 ر.ج | ایالات متحده آمریکا · کارا لین جویس · ناتالی کاگلین · آماندا ویر · جنی تامپسون · لیندزی بنکو* · ماریتزا کوریا* · کالین لین*                                                                            | 3:36.39 AM | هلند · چانتال گروت · اینخه دکر · مرلین فلدهویش · اینخه ده بروین · آنابل کوستن*                                    | 3:37.59 NR |
| ۴×۲۰۰ متر آزاد امدادی  | ایالات متحده آمریکا · ناتالی کاگلین · کارلی پیپر · دینا وولمر · کایتلین ساندنو · لیندزی بنکو* · رای جفری* · ریچل کومیسارز*                  | 7:53.42 ر.ج | چین · ژو یینگ‌ون · ژو یان‌وی · یانگ یو · پنگ جیایینگ · لی جی* | 7:55.97 AS | آلمان · فرانزیسکا فان آلمزیک · پترا دلمن · آنتیه بوشچولته · هانا اشتوکباور · یانینا-کریستین گوتز* · سارا هارستیک* | ۷:۵۷٫۳۷    |
| ۴×۱۰۰ متر مختلط امدادی | استرالیا · جیان رونی (1:01.18) OC · لیسل جونز (1:06.50) · پتریا توماس (56.67) · جودی هنری (52.97) · بروک هانسون* · آلیس تایت* · جسیکا شیپر* | 3:57.32 ر.ج | ایالات متحده آمریکا · ناتالی کاگلین (۵۹٫۶۸) فهرست شناگران رکورددار المپیک · آماندا بیرد (1:06.32) · جنی تامپسون (58.81) · کارا لین جویس (54.31) · هالی کوپ* · تارا کرک* · ریچل کومیسارز* · آماندا ویر* | ۳:۵۹٫۱۲    | آلمان · آنتیه بوشچولته (1:00.72) · سارا پووه (1:07.08) · فرانزیسکا فان آلمزیک (58.54) · دنیلا گوتز (54.38)        | 4:00.72 ER |

* Swimmers who participated in the heats only and received medals.

## کشورهای شرکت‌کننده
در مجموع ۹۳۷ شناگر از ۱۵۲ کشور جهان در این مسابقات شرکت کرده‌اند.
| - آلبانی - الجزایر - آندورا - آنگولا - آنتیگوآ و باربودا - آرژانتین - ارمنستان - آروبا - استرالیا - اتریش - جمهوری آذربایجان - باهاما - بحرین - بنگلادش - باربادوس - بلاروس - بنین - برمودا - بولیوی - بوسنی و هرزگوین - برزیل - بلغارستان - بورکینافاسو - بوروندی - کامبوج - کامرون - کانادا - جزایر کیمن - شیلی - چین - چین تایپه - کلمبیا - جمهوری کنگو - کاستاریکا - ساحل عاج - کرواسی - کوبا - قبرس - جمهوری چک | - دانمارک - اکوادور - مصر - السالوادور - استونی - فیجی - فنلاند - فرانسه - آلمان - گرجستان - بریتانیای کبیر - یونان - گرنادا - گوآم - گواتمالا - گینه - گویان - هندوراس - هنگ کنگ - مجارستان - ایسلند - هند - اندونزی - ایران - عراق - ایرلند - اسرائیل - ایتالیا - جامائیکا - ژاپن - اردن - قزاقستان - کنیا - قرقیزستان - لائوس - لتونی - لبنان - لیبی - لیتوانی | - لوکزامبورگ - مقدونیه - ماداگاسکار - مالاوی - مالزی - مالدیو - مالی - مالت - موریس - مکزیک - ایالات فدرال میکرونزی - مولداوی - موناکو - مغولستان - مراکش - موزامبیک - نپال - هلند - نیوزیلند - نیکاراگوئه - نیجر - نیجریه - نروژ - پاکستان - پالائو - فلسطین - پاناما - پاپوآ گینه نو - پاراگوئه - پرو - فیلیپین - لهستان - پرتغال - پورتوریکو - قطر - رومانی - روسیه - رواندا | - سنت لوسیا - سنت وینسنت و گرنادین‌ها - سان مارینو - عربستان سعودی - سنگال - صربستان و مونته‌نگرو - سیشل - سنگاپور - اسلواکی - اسلوونی - آفریقای جنوبی - کره جنوبی - اسپانیا - سری‌لانکا - سورینام - سوازیلند - سوئد - سوئیس - سوریه - تایلند - ترینیداد و توباگو - تونس - ترکیه - ترکمنستان - اوگاندا - امارات متحده عربی - اوکراین - اروگوئه - ایالات متحده آمریکا - ازبکستان - ونزوئلا - ویتنام - جزایر ویرجین - یمن - زامبیا - زیمبابوه |